# هنري روميرو
هنري روميرو (بالإسبانية: Henry Romero) (17 سبتمبر 1991 في السلفادور - ) هو لاعب كرة قدم سلفادوري في مركز الدفاع. شارك مع منتخب السلفادور لكرة القدم. أما مع النوادي، فقد لعب مع ليمنيو ديبورتيفو ‏ ونادي أكويلا.

## وصلات خارجية
- هنري روميرو على موقع قاعدة بيانات كرة القدم.إي يو (الإنجليزية)
- هنري روميرو على موقع ناشيونال فوتبول تيمز (الإنجليزية)
- هنري روميرو على موقع Soccerway.com (الإنجليزية)
- هنري روميرو على موقع AS.com (الإسبانية)